# Jan Smrčina
Jan Smrčina (30. května 1909 Šebířov – 11. prosince 1992 Senohraby) byl český římskokatolický kněz, osobní arciděkan a politický vězeň komunistického režimu.

## Životopis
Na kněze byl vysvěcen 31. března 1935 jako kněz českobudějovické diecéze. V letech 1941-1959 byl farářem v Tochovicích. Na tochovické faře byl posledním sídlícím farářem. V důsledku pronásledování římskokatolické církve komunistickým režimem byl 21. října 1958, řečí tehdejší Státní bezpečnosti (StB): „rozpracován“ 3. odd. OO MV Příbram v evidenčním svazku (r. č. 714 Praha). V průběhu tohoto „rozpracování“ pak především zásluhou agenta OO MV Příbram AKORD byla por. Stanislavem Janoušem, SR OO MV Příbram, zjištěna Smrčinova „trestná činnost“. Smrčina byl v té době farářem v Tochovicích. Evidenční svazek byl 21. května 1959 převeden na svazek osobní operativní a dne 2. června 1959 byl Smrčina zatčen. Tato akce nesla krycí označení VZKŘÍŠENÍ. „Trestná činnost“, která mu byla „dokázána“ spočívala ve čtení pastýřských listů v roce 1949, poslouchání zahraničního rozhlasu v roce 1952, „protisocialistické řeči“, přátelství s kulaky a špatný postoj k JZD. Dále měl při pohřbu dát pokyn ke spuštění rakve do hrobu v okamžiku, kdy nad ní hodlal řečnit místní funkcionář KSČ. Lidový (okresní) soud v Příbrami tuto „trestnou činnost“ beze zbytku uznal (kvalifikováno jako trestný čin „zneužití náboženské funkce“) a dne 26. srpna 1959 Smrčinu odsoudil k 2,5 letům odnětí svobody, k propadnutí majetku, ke ztrátě čestných práv občanských a zákazu pobytu v okrese Příbram po dobu deseti let (předseda – prom. práv. Josef Vondráček, soudci z lidu Václav Pinc, Ondřej Hřebejk, prokurátor – JUDr. Josef Boháč). Krajský soud v Praze tento rozsudek dne 16. září 1959 potvrdil. Z vězení byl propuštěn v rámci amnestie v květnu 1960. Po propuštění z vězení byl Smrčina „rozpracováván“ StB v místech svého pobytu. Od 1. února 1961 na něho byl veden pozorovací svazek u 3. odb. OO MV Tábor pod krycím označením SAMOTÁŘ (r. č. 4 637 Č. B.), který byl předán 13. září 1961 na OO MV Benešov (r. č. 11 948 Praha). „Rozpracování“ bylo ukončeno 16. února 1963 a svazek zrušen. Po propuštění z výkonu trestu byl mimo duchovní správu. Posléze působil jako kostelník v katedrále sv. Štěpána v Litoměřicích a od 1. března 1968 byl ustanoven do farnosti Kamenický Šenov v litoměřické diecézi jako administrátor a excurrendo farnosti Horní Prysk, Prácheň a Kytlice. Vypomáhal v duchovní správě v českolipském a děčínském okrese, a byl také vyhledávaným zpovědníkem v bazilice ve Filipově. V závěru života byl v téže diecézi ustanoven výpomocným duchovním farnosti Dolní Poustevna, přičemž bydlel v Horní Poustevně. Katalogy litoměřické diecéze jej uvádějí jako kněze českobudějovické diecéze, tedy i přes dlouhodobé působení na severu Čech má se za to, že zůstal celoživotně inkardinován v diecézi českobudějovické. Zemřel 11. prosince 1992 v kněžském domově v Senohrabech v 58. roce kněžství a byl pohřben při farním kostele ve svém rodišti v Šebířově u Mladé Vožice.